# A Hell Creek formáció fosszíliái
A Hell Creek formáció az észak-amerikai felső kréta korú, ősmaradványos kőzetrétegek legfontosabb őslénylelőhelye. Az innen előkerült fosszíliák a következők:

## Színkód
| Szín          | Jelentés |
| ------------- | --- |
| világosszürke | A rendszertan bevett taxonja tudományos konszenzussal, a név nem kérdéses.                                                |
| sötétszürke   | Olyan taxon, amely téves, kétes, szinonimája valamely más taxonnak vagy más módon rendszertanilag megkérdőjelezhető nevű. |
| barack        | Ichnotaxon, olyan parataxon, ami nyomfosszília alapján került leírásra.                                                   |
| halványkék    | Ootaxon, olyan parataxon, ami fosszilis tojásból került leírásra.                                                         |
| halványzöld   | Morfotaxon, olyan parataxon, amit csak egy-egy anatómiai részlet alapján írtak le.                                        |

## Növények
| Növények a Hell Creek formációban | Növények a Hell Creek formációban | Növények a Hell Creek formációban | Növények a Hell Creek formációban | Növények a Hell Creek formációban |
| Nem                               | Faj                               | Jelenleg                          | Kép                               |                                   |
| --------------------------------- | --------------------------------- | --------------------------------- | --------------------------------- | --------------------------------- |
| Metasequoia                       | Átmeneti                          |                                   |                                   |                                   |
| Cobbania                          | C. corrugata                      |                                   |                                   |                                   |
| Araucaria                         | A. araucana                       |                                   |                                   |                                   |

## Csontos halak
| Csontos halak a Hell Creek formációból | Csontos halak a Hell Creek formációból | Csontos halak a Hell Creek formációból | Csontos halak a Hell Creek formációból | Csontos halak a Hell Creek formációból | Csontos halak a Hell Creek formációból | Csontos halak a Hell Creek formációból |
| Nem                                    | Faj                                    | Északi-amerikai állam                  | Rétegtani helyzet                      | Befoglaló kőzettípus                   | Megjegyzés                             | Kép                                    |
| -------------------------------------- | -------------------------------------- | -------------------------------------- | -------------------------------------- | -------------------------------------- | -------------------------------------- | -------------------------------------- |
| Acipenser                              | A. eruciferus                          | Montana                                |                                        |                                        |                                        |                                        |
| Amia                                   | A. fragosa                             | Montana                                |                                        |                                        |                                        |                                        |
| Belonostomus                           | B. longirostris                        | Montana                                |                                        |                                        |                                        |                                        |
| Coriops                                | C. amnicolus                           | Montana                                |                                        |                                        |                                        |                                        |
| Lepisosteus                            | L. occidentalis                        | Montana                                |                                        |                                        |                                        |                                        |
| Palaeolabrus                           | P. montanensis                         | Montana                                |                                        |                                        |                                        |                                        |
| Paleopsephurus                         | P. wilsoni                             | Montana                                |                                        |                                        |                                        |                                        |
| Paralbula                              | P. casei                               | Montana                                |                                        |                                        |                                        |                                        |
| Platacodon                             | P. nanus                               | Montana                                |                                        |                                        |                                        |                                        |
| Protamia                               | Indeterminate                          | Montana                                |                                        |                                        |                                        |                                        |
| Protoscaphirhynchus                    | P. squamosus                           | Montana                                |                                        |                                        |                                        |                                        |

## Porcos halak
| Porcos halak a Hell Creek formációból | Porcos halak a Hell Creek formációból | Porcos halak a Hell Creek formációból | Porcos halak a Hell Creek formációból | Porcos halak a Hell Creek formációból | Porcos halak a Hell Creek formációból | Porcos halak a Hell Creek formációból |
| Nem                                   | Faj                                   | Északi-amerikai állam                 | Rétegtani helyzet                     | Befoglaló kőzettípus                  | Megjegyzés                            |                                       |
| ------------------------------------- | ------------------------------------- | ------------------------------------- | ------------------------------------- | ------------------------------------- | ------------------------------------- | ------------------------------------- |
| Ischyrhiza                            | I. avonicola                          | Montana                               |                                       |                                       |                                       |                                       |
| Lonchidion                            | L. selachos                           | Montana                               |                                       |                                       |                                       |                                       |
| Myledaphus                            | M. bipartitus                         | Montana                               |                                       |                                       |                                       |                                       |

## Kétéltűek
| Kétéltűek a Hell Creek formációból | Kétéltűek a Hell Creek formációból | Kétéltűek a Hell Creek formációból | Kétéltűek a Hell Creek formációból | Kétéltűek a Hell Creek formációból | Kétéltűek a Hell Creek formációból | Kétéltűek a Hell Creek formációból | Kétéltűek a Hell Creek formációból |
| Nem                                | Faj                                | Északi-amerikai állam              | Rétegtani helyzet                  | Befoglaló kőzettípus               | Megjegyzés                         | Kép                                |                                    |
| ---------------------------------- | ---------------------------------- | ---------------------------------- | ---------------------------------- | ---------------------------------- | ---------------------------------- | ---------------------------------- | ---------------------------------- |
| Barbourula                         | besorolatlan                       | Montana                            |                                    |                                    |                                    |                                    |                                    |
| Eopelobates                        | besorolatlan                       | Montana                            |                                    |                                    |                                    |                                    |                                    |
| Habrosaurus                        | H. dilatus                         | Montana                            |                                    |                                    |                                    |                                    |                                    |
| Lisserpeton                        | L. bairdi                          | Montana                            |                                    |                                    |                                    |                                    |                                    |
| Opisthotriton                      | O. kayi                            | Montana                            |                                    |                                    |                                    |                                    |                                    |
| Proamphiuma                        | P. cretacica                       | Montana                            |                                    |                                    |                                    |                                    |                                    |
| Prodesmodon                        | P. copei                           | Montana                            |                                    |                                    |                                    |                                    |                                    |
| Scapherpeton                       | S. tectum                          | Montana                            |                                    |                                    |                                    |                                    |                                    |
| Scotiophryne                       | S. pustulosa                       | Montana                            |                                    |                                    |                                    |                                    |                                    |

## Madármedencéjűek

### Ankylosauria
| Ankylosauria a Hell Creek formációban | Ankylosauria a Hell Creek formációban | Ankylosauria a Hell Creek formációban | Ankylosauria a Hell Creek formációban | Ankylosauria a Hell Creek formációban | Ankylosauria a Hell Creek formációban                          | Ankylosauria a Hell Creek formációban |
| Nem                                   | Faj                                   | Északi-amerikai állam                 | Rétegtani helyzet                     | Befoglaló kőzettípus                  | Megjegyzés                                                     | Kép                                   |
| ------------------------------------- | ------------------------------------- | ------------------------------------- | ------------------------------------- | ------------------------------------- | -------------------------------------------------------------- | ------------------------------------- |
| Ankylosaurus                          | Ankylosaurus magniventris             | Montana                               |                                       |                                       | Ankylusauria, a Lance- és Scollard formációban is megtalálható |                                       |
| Edmontonia                            | besorolatlan                          | Montana Észak-Dakota Dél-Dakota       |                                       |                                       | Ankylosauria                                                   |                                       |

### Ceratopsiák
| Ceratopsia a Hell Creek formációban | Ceratopsia a Hell Creek formációban | Ceratopsia a Hell Creek formációban | Ceratopsia a Hell Creek formációban | Ceratopsia a Hell Creek formációban | Ceratopsia a Hell Creek formációban                                                                          | Ceratopsia a Hell Creek formációban |
| Nem                                 | Faj                                 | Északi-amerikai állam               | Rétegtani helyzet                   | Befoglaló kőzettípus                | Megjegyzés                                                                                                   | Kép                                 |
| ----------------------------------- | ----------------------------------- | ----------------------------------- | ----------------------------------- | ----------------------------------- | --- | ----------------------------------- |
| Leptoceratops                       | L. gracilis                         | Montana                             |                                     |                                     | Korai Ceratopsia                                                                                             |                                     |
| Tatankaceratops                     | T. sacrisonorum                     | Dél-Dakota                          |                                     |                                     | |                                     |
| Torosaurus                          | T. latus                            | Montana Észak-Dakota Dél-Dakota     |                                     |                                     | Ceratopsia, előfordul még a Frenchman-, Javelina-, Kirtland-, Lance- és North Horn formációban is.           |                                     |
| Triceratops                         | T. horridus                         | Montana Észak-Dakota Dél-Dakota     |                                     | Igen gyakori                        | Nagyon gyakori, előfordul még az Evanston-, Frenchman-, Kirtland-, Lance-, Laramie- és Scollard formációban. |                                     |
| Triceratops                         | T. maximus Montana                  |                                     | "Nyolc csigolya, két borda"         | Átmeneti típus                      | |                                     |
| Triceratops                         | T. prorsus                          | Montana                             |                                     | Nagyon gyakori[forrás?]             | Talán a T. horridus szinonimája. Előfordul még a Frenchman- és Lance formációban.                            |                                     |
| Triceratops                         | T. serratus                         | Montana                             |                                     |                                     | Átsorolva a T. horridus fajba.                                                                               |                                     |

### Ornithopoda
| Ornithopoda a Hell Creek formációban | Ornithopoda a Hell Creek formációban | Ornithopoda a Hell Creek formációban | Ornithopoda a Hell Creek formációban | Ornithopoda a Hell Creek formációban | Ornithopoda a Hell Creek formációban | Ornithopoda a Hell Creek formációban |
| Nem                                  | Faj                                  | Északi-amerikai állam                | Rétegtani helyzet                    | Befoglaló kőzettípus                 | Megjegyzés | Kép                                  |
| ------------------------------------ | ------------------------------------ | ------------------------------------ | ------------------------------------ | ------------------------------------ | --- | ------------------------------------ |
| Anatotitan                           | A. copei                             | Montana Dél-Dakota                   |                                      |                                      | Talán az Edmontosaurus szinonimája. |                                      |
| Bugenasaura                          | B. garbanii                          |                                      |                                      |                                      | A Thescelosaurus garbanii fiatalkori szinonimája                                                                                             |                                      |
| Bugenasaura                          | B. infernalis                        |                                      |                                      |                                      | Átsorolva a Thescelosaurus nembe |                                      |
| Diclonius                            | D. mirabilis                         |                                      |                                      |                                      | Átsorolva az Anatotitan copei fajba |                                      |
| Edmontosaurus                        | E. annectens                         | Montana Dél-Dakota                   |                                      | Nagyon gyakori.                      | Előfordul még a Denver-, Frenchman-, Lance-, Laramie- és Scollard formációban.                                                               |                                      |
| Edmontosaurus                        | E. regalis                           | Montana Észak-Dakota Dél-Dakota      |                                      | Nagyon gyakori.                      | Előfordul még a Horseshoe Canyon-, Lance-, Laramie-, Scollard- és St Mary River formációban.                                                 |                                      |
| ?Parasaurolophus                     | ?P. walkeri                          | Montana                              |                                      |                                      | Előfordul még a Dinosaur Park-formációban.                                                                                                   |                                      |
| Thescelosaurus                       | T. garbanii                          | Montana Dél-Dakota                   |                                      |                                      | |                                      |
| Thescelosaurus                       | T. infernalis                        |                                      |                                      |                                      | Nomen dubium |                                      |
| Thescelosaurus                       | T. neglectus                         | Dél-Dakota                           |                                      |                                      | Kisméretű ornithopoda. Előfordul még a Frenchman-, Lance-, Laramie- és Scollard formációban. Nevét a T. garbani hibás alakban is használják. |                                      |
| Thescelosaurus                       | Átmeneti alak                        | Észak-Dakota                         |                                      |                                      | |                                      |
| Trachodon                            | T. mirabilis                         |                                      |                                      |                                      | Talán az Anatotitan copei szinonimája |                                      |

### Pachycephalosauria
| Pachycephalosauria a Hell Creek formációban | Pachycephalosauria a Hell Creek formációban | Pachycephalosauria a Hell Creek formációban | Pachycephalosauria a Hell Creek formációban | Pachycephalosauria a Hell Creek formációban | Pachycephalosauria a Hell Creek formációban                                  | Pachycephalosauria a Hell Creek formációban |
| Nem                                         | Faj                                         | Északi-amerikai állam                       | Rétegtani helyzet                           | Befoglaló kőzettípus                        | Megjegyzés                                                                   | Kép                                         |
| ------------------------------------------- | ------------------------------------------- | ------------------------------------------- | ------------------------------------------- | ------------------------------------------- | ---------------------------------------------------------------------------- | ------------------------------------------- |
| Dracorex                                    | D. hogwartsia                               | Dél-Dakota                                  | Közepes.                                    |                                             | Talán azonos a Pachycephalosaurus nemmel.                                    |                                             |
| Pachycephalosaurus                          | P. wyomingensis                             | Montana Dél-Dakota                          |                                             |                                             | Előfordul még a Judith River- és Lance formációban.                          |                                             |
| Sphaerotholus                               | S. buchholtzae                              | Montana                                     |                                             |                                             | Talán a Prenocephale szinonimája. Előfordul még a Kirtland formációban.      |                                             |
| Sphaerotholus                               | S. goodwini                                 | Montana                                     |                                             |                                             |                                                                              |                                             |
| Stegoceras                                  | S. edmontonense                             | Montana                                     |                                             |                                             |                                                                              |                                             |
| Stegoceras                                  | Átmeneti alak.                              | Dél-Dakota                                  |                                             |                                             |                                                                              |                                             |
| Stygimoloch                                 | S. spinifer                                 | Montana                                     |                                             |                                             | Talán azonos a Pachycephalosaurus nemmel. Előfordul még a Lance formációban. |                                             |
| Stygimoloch                                 | Átmeneti alak.                              | Dél-Dakota                                  |                                             |                                             |                                                                              |                                             |

## Theropoda

### Ornithomimosauria
| Madárutánzók a Hell Creek formációban | Madárutánzók a Hell Creek formációban | Madárutánzók a Hell Creek formációban | Madárutánzók a Hell Creek formációban | Madárutánzók a Hell Creek formációban | Madárutánzók a Hell Creek formációban | Madárutánzók a Hell Creek formációban | Madárutánzók a Hell Creek formációban |
| Nem                                   | Faj                                   | Lelőhely                              | Rétegtani helyzet                     | Befoglaló kőzet                       | Jegyzet                               | Kép                                   |                                       |
| ------------------------------------- | ------------------------------------- | ------------------------------------- | ------------------------------------- | ------------------------------------- | ------------------------------------- | ------------------------------------- | ------------------------------------- |
| "Orcomimus"                           | Nomen nudum                           | Dél-Dakota                            |                                       |                                       |                                       |                                       |                                       |
| Ornithomimus                          | Átmeneti alak                         | Montana Észak-Dakota Dél-Dakota       |                                       |                                       |                                       |                                       |                                       |
| Struthiomimus                         | S. sedens                             |                                       |                                       |                                       | Nagytermetű.                          |                                       |                                       |
| Struthiomimus                         | Átmeneti alak.                        | Észak-Dakota Dél-Dakota               |                                       |                                       |                                       |                                       |                                       |

### Oviraptorosauria
| Oviraptorosauria a Hell Creek formációban | Oviraptorosauria a Hell Creek formációban | Oviraptorosauria a Hell Creek formációban | Oviraptorosauria a Hell Creek formációban | Oviraptorosauria a Hell Creek formációban                 | Oviraptorosauria a Hell Creek formációban                                                      | Oviraptorosauria a Hell Creek formációban | Oviraptorosauria a Hell Creek formációban |
| Nem                                       | Faj                                       | Lelőhely                                  | Rétegtani helyzet                         | Lelet                                                     | Jegyzet                                                                                        | Kép                                       |                                           |
| ----------------------------------------- | ----------------------------------------- | ----------------------------------------- | ----------------------------------------- | --------------------------------------------------------- | ---------------------------------------------------------------------------------------------- | ----------------------------------------- | ----------------------------------------- |
| Caenagnathus                              | C. collinsi                               | Dél-Dakota                                |                                           |                                                           | A Chirostenotes pergracilis faj fiatal szinonimája, Előfordul még a Dinosaur Park formációban. |                                           |                                           |
| Caenagnathus                              | Átmeneti alak.                            | Dél-Dakota                                |                                           | Az alsó állkapocsízület töredékéből (BHM 2033) leírt faj. |                                                                                                |                                           |                                           |
| Chirostenotes                             | C. elegans                                | Montana                                   |                                           | MOR 752 – lábcsontok töredékei.                           | Nagytermetű. Előfordul még a Dinosaur Park- és a Two Medicine formációban.                     |                                           |                                           |
| Chirostenotes                             | C. sp.                                    | Dél-Dakota                                |                                           | A besorolatlan "Triebold specimen" alapján.               |                                                                                                |                                           |                                           |
| Elmisaurus                                | E. elegans                                | Montana                                   |                                           |                                                           | A Chirostenotes elegans faj fiatal szinonimája.                                                |                                           |                                           |

### Paraves
| Madárág a Hell Creek formációban | Madárág a Hell Creek formációban | Madárág a Hell Creek formációban | Madárág a Hell Creek formációban | Madárág a Hell Creek formációban | Madárág a Hell Creek formációban | Madárág a Hell Creek formációban | Madárág a Hell Creek formációban |
| Nem                              | Faj                              | Lelőhely                         | Rétegtani helyzet                | Lelet                            | Jegyzet | Kép                              |                                  |
| -------------------------------- | -------------------------------- | -------------------------------- | -------------------------------- | -------------------------------- | --- | -------------------------------- | -------------------------------- |
| Avisaurus                        | A. archibaldi                    | Montana                          |                                  |                                  | |                                  |                                  |
| Cimolopteryx                     | Átmeneti alak.                   | Montana                          |                                  |                                  | |                                  |                                  |
| Dromaeosaurus                    | Átmeneti alak.                   | Montana Dél-Dakota               |                                  |                                  | |                                  |                                  |
| Paronychodon                     | P. lacustris                     | Montana Észak-Dakota Dél-Dakota  |                                  | Fogak                            | Átmeneti Troodontidae, Előfordul a Dinosaur Park-, Frenchman-, Judith River-, Kirtland- and Milk River formációban, a Hell Creek-ből hiányzik. |                                  |                                  |
| Paronychodon                     | Besorolatlan.                    | Dél-Dakota                       |                                  | Fogak                            | Átmeneti Troodontidae |                                  |                                  |
| Richardoestesia                  | R.? isosceles                    | Montana Észak-Dakota Dél-Dakota  |                                  | Fogak                            | |                                  |                                  |
| Richardoestesia                  | R. cf. gilmorei                  | Észak-Dakota                     |                                  | Fogak                            | |                                  |                                  |
| Richardoestesia                  | Átmeneti alak.                   | Dél-Dakota                       |                                  | Fogak                            | |                                  |                                  |
| Saurornithoides                  | Besorolatlan.                    | Montana                          |                                  | Fogak                            | Remains tentatively attributed to the Mongolian genus Saurornithoides were later referred to Troodon.                                          |                                  |                                  |
| Saurornitholestes                | Besorolatlan.                    | Montana Észak-Dakota Dél-Dakota  |                                  | Fogak, részleges állkapocs       | |                                  |                                  |
| Stenonychosaurus                 | S. inequalis                     | Montana                          |                                  |                                  | A Troodon formosus fiatal szinonimája. |                                  |                                  |
| Troodon                          | T. formosus                      | Montana                          |                                  | Fogak                            | A troodontid, actually an indeterminate species of Troodon                                                                                     |                                  |                                  |
| Troodon                          | Indeterminate                    | Montana Dél-Dakota               |                                  | Fogak                            | |                                  |                                  |
| Velociraptor                     | Besorolatlan.                    | Montana                          |                                  | Fogak, részleges állkapocs.      | A Velociraptor nemmel, később a Saurornitholestes nemmel azonosnak tekintett nem.                                                              |                                  |                                  |

### Tyrannosauroidea
| Tyrannosaurus-félék a Hell Creek formációban | Tyrannosaurus-félék a Hell Creek formációban | Tyrannosaurus-félék a Hell Creek formációban | Tyrannosaurus-félék a Hell Creek formációban | Tyrannosaurus-félék a Hell Creek formációban | Tyrannosaurus-félék a Hell Creek formációban | Tyrannosaurus-félék a Hell Creek formációban | Tyrannosaurus-félék a Hell Creek formációban |
| Nem                                          | Faj                                          | Lelőhely                                     | Rétegtani helyzet                            | Lelet                                        | Jegyzet | Kép                                          |                                              |
| -------------------------------------------- | -------------------------------------------- | -------------------------------------------- | -------------------------------------------- | -------------------------------------------- | --- | -------------------------------------------- | -------------------------------------------- |
| Albertosaurus                                | A. lancensis                                 | Montana                                      |                                              |                                              | A Nanotyrannus lancensis fajjal azonosnak tekinthető. |                                              |                                              |
| Albertosaurus                                | A. megagracilis                              | Montana                                      |                                              |                                              | Talán azonos a Tyrannosaurus rex fajjal. |                                              |                                              |
| Albertosaurus                                | Átmeneti alak.                               | Dél-Dakota                                   |                                              |                                              | |                                              |                                              |
| Aublysodon                                   | A. mirandus                                  | Montana                                      |                                              |                                              | Besorolatlan Tyrannosaurus-féle. |                                              |                                              |
| Aublysodon                                   | A. molnari                                   | Montana                                      |                                              |                                              | Azonos lehet a Tyrannosaurus rexszel. |                                              |                                              |
| Deinodon                                     | D. lancensis                                 | Montana                                      |                                              |                                              | Azonos lehet a Nanotyrannus lancensisszel. |                                              |                                              |
| Dinotyrannus                                 | D. megagracilis                              | Montana                                      |                                              |                                              | Azonos lehet a Tyrannosaurus rexszel. |                                              |                                              |
| Gorgosaurus                                  | G. lancensis                                 | Montana                                      |                                              |                                              | Azonos lehet a Nanotyrannus lancensisszel. |                                              |                                              |
| Nanotyrannus                                 | N. lancensis                                 | Montana                                      |                                              | Majdnem teljes koponya.                      | Kistermetű Tyrannosaurus-féle, talán azonos a Tyrannosaurusszal. |                                              |                                              |
| Tyrannosaurus                                | T. rex                                       | Montana Észak-Dakota Dél-Dakota              |                                              |                                              | Több példány ismert, köztük Jane. Előfordul még a Denver-, Frenchman-, Déli Hill Creek-, Javelina-, Kirtland-, Lance-, McRae-, North Horn-, Scollard- és Willow Creek formációban. |                                              |                                              |

## Pterosauria
| Pterosauria a Hell Creek formációban | Pterosauria a Hell Creek formációban | Pterosauria a Hell Creek formációban | Pterosauria a Hell Creek formációban | Pterosauria a Hell Creek formációban |
| Nem                                  | Faj                                  | Lelőhely                             | Kép                                  |                                      |
| ------------------------------------ | ------------------------------------ | ------------------------------------ | ------------------------------------ | ------------------------------------ |
| Quetzalcoatlus                       | Átmeneti alak.                       | Montana                              |                                      |                                      |

## Teknősök
| Adocus      | Átmeneti alak. | Montana      |  |  |  |
| Compsemys   | C. victa       | Montana      |  |  |  |
| Eubaena     | E. cephalica   | Montana      |  |  |  |
| Gamerabaena | G. sonsalla    | Észak-Dakota |  |  |  |
| Trionyx     | Átmeneti alak. | Montana      |  |  |  |

## Fordítás
- Ez a szócikk részben vagy egészben  a   Paleobiota of the Hell Creek Formation című angol Wikipédia-szócikk fordításán alapul.  Az eredeti cikk szerkesztőit annak laptörténete sorolja fel. Ez a jelzés csupán a megfogalmazás eredetét és a szerzői jogokat jelzi, nem szolgál a cikkben szereplő információk forrásmegjelöléseként.